# Cultura de Hawái

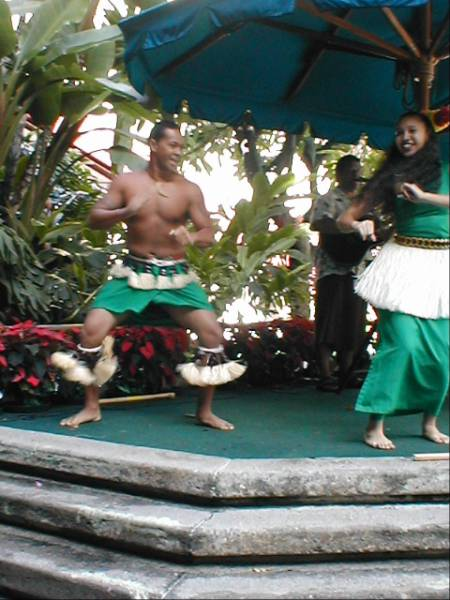
Bailarines polinesios tradicionales ejecutando una danza cerca de la playa de Waikiki, en Oahu.

La cultura de Hawái tiene su origen en la cultura tradicional de los nativos de Hawái. Como Hawái se ha convertido en un hogar de muchos grupos étnicos diferentes en los últimos 200 años, cada grupo étnico ha añadido elementos de su propia cultura a la vida local. Hoy, la cultura contemporánea en Hawái es una mezcla de las diferentes culturas y grupos étnicos que componen su población única.

## El arte visual y la cultura en Hawái
En los museos en Hawái, existen reliquias del reinado de Kamehameha I. En particular, hay mantos de plumas. Históricamente, el rojo es un color del sagrado, innato poder, y el amarillo es un color del laico, del poder político. Durante el reinado de Kamehameha I, como él procedió a conquistar y unir a la mayor parte de lo que hoy es Hawái, el amarillo vino a sustituir al rojo como el color más conveniente. 
El Centro Cultural del Este de Hawái es operado por el Consejo de Cultura Oriental de Hawái para representar la cultura, las creación y las artes tradicionales en Hawái.

## Religión tradicional hawaiana
- Lono - dios de la agricultura tradicional y de la providencia.
- Ku - dios agresor, símbolo de Kamehameha.
- Aumakua - tótems familiares.

,,